# Меллич
Меллич — река в России, протекает по Олонецкому району Карелии.
Вытекает из Матчозера, в которое впадает Топозерка. Протекает через озеро Афанасьево, в которое впадает слева река Корби. Впадает в Сигозеро, протокой связанное с Утозером — истоком Олонки. Длина реки составляет 6 км, площадь водосборного бассейна — 202 км².

## Данные водного реестра
По данным государственного водного реестра России относится к Балтийскому бассейновому округу, водохозяйственный участок реки — Водные объекты бассейна оз. Ладожское без рр. Волхов, Свирь и Сясь, речной подбассейн реки — Нева и реки бассейна Ладожского озера (без подбассейна Свирь и Волхов, российская часть бассейнов). Относится к речному бассейну реки Нева (включая бассейны рек Онежского и Ладожского озера).
Код объекта в государственном водном реестре — 01040300212102000011747.